# Dark Blue
Dark Blue é uma série de televisão de ação/drama que estreou dia 15 de julho de 2009, às 22:00. A série é produzida em Los Angeles, Califórnia. Gira em torno de Carter Shaw, líder de uma unidade secreta. Ele é um funcionário que dedicou sua vida para derrubar os piores criminosos em Los Angeles até o ponto que lhe custou seu casamento. Sua equipe inclui Ty Curtis, um recém-casado que luta entre o seu trabalho e sua nova vida, Dean Bendis, um oficial que é tão profundo no seu papel secreto que na maioria das vezes faz com que sua equipe dúvide de que lado ele está e, finalmente, Jaimie Allen, um policial de patrulha recrutado na unidade secreta por causa de seu passado sombrio e habilidades criminais. O show foi pego por uma segunda temporada com 10 episódios, sendo assim 20 no total. Arualmente a série é exibida pela televisão paga no canal Space, e nas madrugadas de sexta-feira no SBT (canal aberto).

<td style⇒Ação/Drama

## Introdução
Carter Shaw (interpretado por Dylan McDermott) É o chefe de uma equipe secreta de oficiais que são tão secretos, que muitos de seus próprios colegas nem sequer sabem que estão envolvidos. Sua equipe inclui um policial recém-casado (interpretado por Omari Hardwick de TNT Saved), Que luta com as relações pessoais que ele desenvolveu enquanto infiltrado, um "duplo-agente" (interpretado por Logan Marshall-Green), Cujas atividades fazem colegas de equipe perguntar se ele tem ido para o lado ruim, e uma patrulheira imatura (interpretado por Nicki Aycox) Foi recrutada por causa de sua excelente habilidade em mentir e seu passado sombrio.

## Produção
Dark Blue vem a TNT da Warner Horizon Television, com prolífico produtor Jerry Bruckheimer, que produziu CSI e seus spin-offs, bem como Without A Trace, Jonathan Littman, Danny Cannon, e Doug Jung servindo como produtores executivos.KristieAnne Reed é co-produtor executivo. Cannon dirigiu o episódio piloto, que atraiu 3,5 milhões de telespectadores.O Episódio final foi visto por 1.610.000 espectadores, com uma série de baixas.A média da primeira temporada foi 2,589 milhões de telespectadores.Dark Blue foi renovada para uma segunda temporada de 10 episódios. Um membro próximo da produção, bem como um representante da TNT, confirmou a renovação. A série irá retornar 4 de agosto de 2010.

## Carter shaw
Tenente Carter Shaw frequentou a escola de graduação da UCLA. Seguindo os passos de duas gerações antes dele, ele levantou-se rapidamente através da LAPD enquanto continuamente fazendo um grande número de detenções, que consistia de muitos criminosos de alto perfil em uma variedade de áreas.Shaw utiliza frequentemente contactos criminais durante as investigações, e os membros de sua equipe ficam muitas vezes chocados com a forma como ele parece amigável com eles.Ele atualmente está a cargo de três outros policiais em uma unidade secreta que opera independente de jurisdições LAPD, e passou dezoito anos como policial. Carter foi casado antes de ir ao abrigo com a mulher e a criança, a fim de capturar um traficante de drogas mexicano.Ele afirma que essa vida dupla foi o fim de seu casamento.Após seu divórcio, a esposa passou a ser envolvida com um agente da DEA. Esta primeira parte da sua vida é muito diferente da que ele agora leva, que inclui quase todos os relacionamentos pessoais.

## Elenco
- Dylan McDermott é Lt. Carter Shaw
- Nicki Aycox é Jaimie Allen (nome real Jaimie Anderson de acordo com o arquivo de autoridade juvenil de Detroit)
- Logan Marshall-Green é as Dean Bendis
- Omari Hardwick é  Ty Curtis
- De acordo com o site oficial, Tricia Helfer irá se juntar ao elenco na segunda temporada.

## Música tema
Compositor Graeme Revell, que frequentemente compõe músicas em CSI: Miami e Eleventh Hour, juntamente com David Russo III, que também compôs Eleventh Hour.

## Distribuição internacional
| Países         | Canais      | Estreia | Estreia                |
| -------------- | ----------- | ------- | ---------------------- |
| Bulgária       | PRO.BG      | 1       |                        |
| Canadá         | Citytv      | 1       |                        |
| Dinamarca      | Kanal 5     | 1       |                        |
| Alemanha       | Kabel 1     | 1       | 6 de fevereiro de 2010 |
| Grécia         | Nova Cinema | 1       |                        |
| Irlanda        | RTÉ Two     | 1       | 15 de março de 2010    |
| Países Baixos  | Veronica    | 1       |                        |
| Noruega        | Viasat 4    | 1       | janeiro de 2010        |
| Polónia        | AXN         | 1       | 7 de outubro de 2009   |
| África do Sul  | MNet Series | 1       | 1 de fevereiro de 2010 |
| Turquia        | Dizimax     | 1       |                        |
| Estados Unidos | TNT         | 1       | 15 de julho de 2009    |
| Estados Unidos | TNT         | 2       | agosto de 2010         |
| Brasil         | Space       | 1       |                        |
| SBT            |             |         |                        |
| 2              |             |         |                        |